# Щуровичі
Щу́ровичі — село в Україні, в Лопатинській селищній територіальній громаді Шептицького району Львівської області. Лежить над річкою Стир. У XVI—XIX століттях мало статус містечка. Населення становить 433 осіб (2021).

## Історія
Засновником першого господарського поселення був староста буський Якуб Сечигньовський, який провадив активну колонізаторську політику і господарську діяльність у межах Буського староства. Про колишню адміністративну належність містечка до Буська свідчить і міська геральдика, мотиви якої дуже нагадують композицію буського герба. У 1538 році містечко перейшло у власність буських старост Ґурок, які мали тут свої маєтки й замок — його можна розгледіти на відомій мапі фон Міґа (XVIII століття), де видно регулярне планування вулиць та оборонні споруди з трьох сторін. Четверта сторона — Стир. Замок було зведено тут за сприяння старости Анджея Гурки близько 1550 року — поблизу греблі на Стирі.
- Містом Белзького воєводства Щуровичам судилося бути до XVIII століття.[2]
- 19 грудня 1647 року Софія Теофіла Данилович відступила Щуровичі з прилеглостями улюбленому сину Мареку.[3]
- Містечко зазнало великих збитків через сильну пожежу 5 липня 1884 року: згоріли церква, костел, синагога, початкова школа, ратуша, житлові доми.[4]

## Відомі люди

### Народилися
- Левицький Северин (пластовий псевдонім — Сірий Лев) (6 вересня 1890 — 30 січня 1962, Баффало, США) — пластовий та громадський діяч, перший Начальний Пластун. Його рідною сестрою була Басараб Ольга.

### Щуровицькі старости
- Ян Цетнер[5]
- Ян Кароль Мнішек (1716—1759) — староста галицький, калуський, яворівський
- Юзеф Ян Мнішек — син попереднього, староста сяніцький, щуровецький[6]